# World Professional Darts Championship 1994
De Embassy World Professional Darts Championship 1994 was de 17e editie van het internationale dartstoernooi World Professional Darts Championship georganiseerd door de BDO en werd gehouden van 1 januari 1994 tot en met 8 januari 1994 in het Engelse Frimley Green.
Sinds 1994 was de World Professional Darts Championship niet meer het enige wereldkampioenschap darts. De Professional Darts Corporation, die in 1992 ontstaan was, organiseerde dit jaar voor het eerst de Ladbrokes World Darts Championship.

## Prijzengeld
Het totale prijzengeld bedroeg £136.100,- (plus £52.000 voor een 9-darter (niet gewonnen)) en was als volgt verdeeld:
| Plaats                | Prijzengeld |
| --------------------- | ----------- |
| Winnaar               | £32.000     |
| Runner-up             | £16.000     |
| Halvefinalist         | £7.700      |
| Kwartfinalist         | £3.800      |
| 2e ronde              | £2.800      |
| 1e ronde              | £1.900      |
| Niet-gekwalificeerden | £400        |

Degene met de hoogste check-out (uitgooi) kreeg £1.500:
- onbekend

## Alle wedstrijden

### Eerste ronde (best of 5 sets)
| Kevin Kenny     | Engeland   | - | Kevin Painter   | Engeland   | 3 - 2 |
| Nick Gedney     | Engeland   | - | Steve Beaton    | Engeland   | 3 - 2 |
| Martin Phillips | Wales      | - | Richard Herbert | Wales      | 3 - 2 |
| Bobby George    | Engeland   | - | Russell Stewart | Australië  | 3 - 0 |
| Bob Taylor      | Schotland  | - | Tony Payne      | USA        | 3 - 0 |
| Martin Adams    | Engeland   | - | Per Skau        | Denemarken | 3 - 0 |
| Leo Laurens     | België     | - | Eric Burden     | Wales      | 3 - 0 |
| Magnus Caris    | Zweden     | - | Wayne Weening   | Australië  | 3 - 2 |
| Paul Lim        | USA        | - | Jim Danmore     | USA        | 3 - 0 |
| John Part       | Canada     | - | Ronnie Baxter   | Engeland   | 3 - 0 |
| Colin Monk      | Engeland   | - | Jann Hoffmann   | Denemarken | 3 - 0 |
| Steve McCollum  | Engeland   | - | Shayne Burgess  | Engeland   | 3 - 0 |
| Troels Rusel    | Denemarken | - | Alan Brown      | Schotland  | 3 - 1 |
| Ian Sarfas      | Engeland   | - | Dave Askew      | Engeland   | 3 - 0 |
| Ronnie Sharp    | Schotland  | - | Trevor Nurse    | Schotland  | 3 - 2 |
| Roland Scholten | Nederland  | - | Sean Palfrey    | Wales      | 3 - 0 |

### Tweede ronde (best of 5 sets)
| Kevin Kenny     | Engeland   | - | Nick Gedney     | Engeland  | 3 - 2 |
| Martin Phillips | Wales      | - | Bobby George    | Engeland  | 1 - 3 |
| Bob Taylor      | Schotland  | - | Martin Adams    | Engeland  | 1 - 3 |
| Leo Laurens     | België     | - | Magnus Caris    | Zweden    | 0 - 3 |
| Paul Lim        | USA        | - | John Part       | Canada    | 0 - 3 |
| Colin Monk      | Engeland   | - | Steve McCollum  | Engeland  | 1 - 3 |
| Troels Rusel    | Denemarken | - | Ian Sarfas      | Engeland  | 3 - 1 |
| Ronnie Sharp    | Schotland  | - | Roland Scholten | Nederland | 3 - 1 |

### Kwartfinale (best of 7 sets)
| Kevin Kenny  | Engeland   | - | Bobby George   | Engeland  | 2 - 4 |
| Martin Adams | Engeland   | - | Magnus Caris   | Zweden    | 2 - 4 |
| John Part    | Canada     | - | Steve McCollum | Engeland  | 4 - 0 |
| Troels Rusel | Denemarken | - | Ronnie Sharp   | Schotland | 1 - 4 |

### Halve finale (best of 9 sets)
| Bobby George | Engeland | - | Magnus Caris | Zweden    | 5 - 4 |
| John Part    | Canada   | - | Ronnie Sharp | Schotland | 5 - 1 |

### Finale (best of 11 sets)
| Bobby George | Engeland | - | John Part | Canada | 0 - 6 |

World Cup Darts (WDF)

1977 · 1979 · 1981 · 1983 · 1985 · 1987 · 1989 · 1991 · 1993 · 1995 · 1997 · 1999 · 2001 · 2003 · 2005 · 2007 · 2009 · 2011 · 2013 · 2015 · 2017 · 2019 · 2021 · 2023
World Darts Championship (BDO)

1978 · 1979 · 1980 · 1981 · 1982 · 1983 · 1984 · 1985 · 1986 · 1987 · 1988 · 1989 · 1990 · 1991 · 1992 · 1993 · 1994 · 1995 · 1996 · 1997 · 1998 · 1999 · 2000 · 2001 · 2002 · 2003 · 2004 · 2005 · 2006 · 2007 · 2008 · 2009 · 2010 · 2011 · 2012 · 2013 · 2014 · 2015 · 2016 · 2017 · 2018 · 2019 · 2020
World Darts Championship (PDC)

1994 · 1995 · 1996 · 1997 · 1998 · 1999 · 2000 · 2001 · 2002 · 2003 · 2004 · 2005 · 2006 · 2007 · 2008 · 2009 · 2010 · 2011 · 2012 · 2013 · 2014 · 2015 · 2016 · 2017 · 2018 · 2019 · 2020 · 2021 · 2022 · 2023 · 2024 · 2025
World Darts Championship (WDF)

2022 · 2023 · 2024
World Seniors Darts Championship (WSDT)

2022 · 2023 · 2024 · 2025